# Kirn-Sulzbach
Kirn-Sulzbach ist ein Stadtteil von Kirn in der Verbandsgemeinde Kirner Land im Landkreis Bad Kreuznach, Rheinland-Pfalz. Bis 1969 war der Ort unter dem Namen „Kirnsulzbach“ eine eigenständige Gemeinde.

## Geographie
Kirn-Sulzbach liegt am linken Ufer der Nahe. Nachbarorte sind Heimweiler, Bärenbach, Niederreidenbacherhof, Weierbach, Fischbach (bei Idar-Oberstein), Berschweiler bei Kirn und Bergen. Während Kirn zum Landkreis Bad Kreuznach gehört, war Kirnsulzbach vor der Eingemeindung eine Gemeinde im Landkreis Birkenfeld.

## Religion
Von den 1008 Einwohnern Kirn-Sulzbachs sind 48,11 % evangelisch, 40,77 % katholisch, 9,42 % konfessionslos, 1,19 % Angehörige sonstiger Glaubensgemeinschaften, 0,49 % ohne Angaben.

## Geschichte
Überregionale Bekanntheit erlangte die vormals selbstständige Gemeinde, weil es dort 1923 zu einem der ersten Bürgerentscheide Deutschlands kam. So wurde am 11. März 1923 auf Antrag von 162 Wahlberechtigten eine Abstimmung über die vorzeitige Neuwahl des Gemeinderats durchgeführt. Diese ergab 160 Stimmen für sowie 115 Stimmen gegen vorzeitige Neuwahlen. Rechtsgeschichtlich ist der Fall deshalb von Interesse, weil es sich um den einzigen bekannten erfolgreichen Bürgerentscheid im seinerzeitigen oldenburgischen Landesteil Birkenfeld handelte.

## Politik

### Ortsbeirat
Kirn-Sulzbach ist als Ortsbezirk ausgewiesen und besitzt deswegen einen Ortsbeirat und einen Ortsvorsteher.
Der Ortsbeirat von Kirn-Sulzbach besteht aus elf Mitgliedern.

Ortsvorsteher wurde 2024 Peter Holler. Die Vorgänger waren Herbert Hess (CDU) und bis 2019 Toni Görner.

## Kultur und Sehenswürdigkeiten

### Bauwerke
Sehenswert ist der barocke Hochaltar von 1772, der ursprünglich aus der ehemaligen Simultankirche St. Pankratius in Kirn stammt. Seit 1990 beherbergt ihn Sulzbachs katholische Pfarrkirche St. Josef Calasanza als ständige Leihgabe.

### Freizeit und Erholung

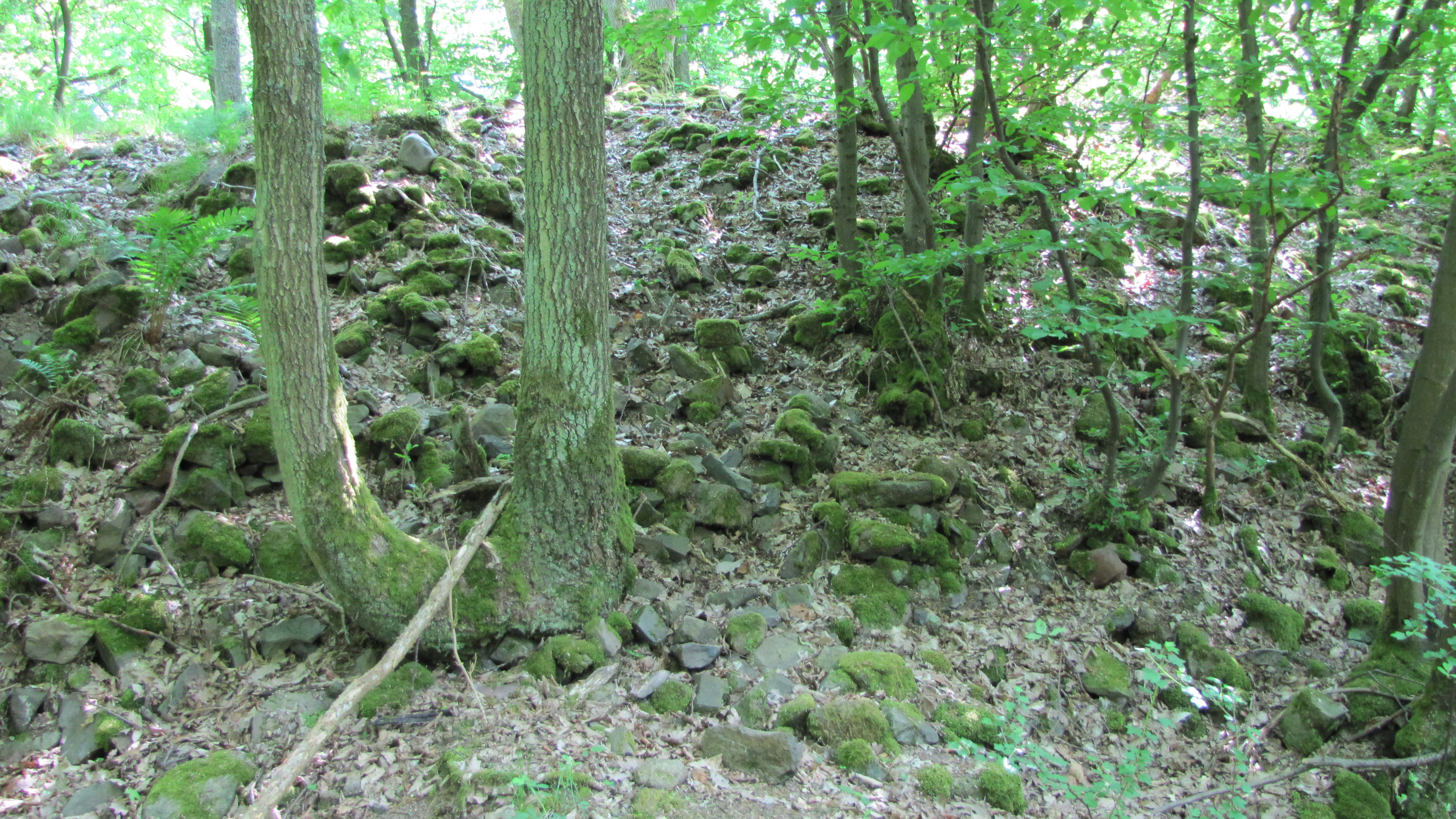
Steinschutt der Ringwallanlage auf dem Bremerberg

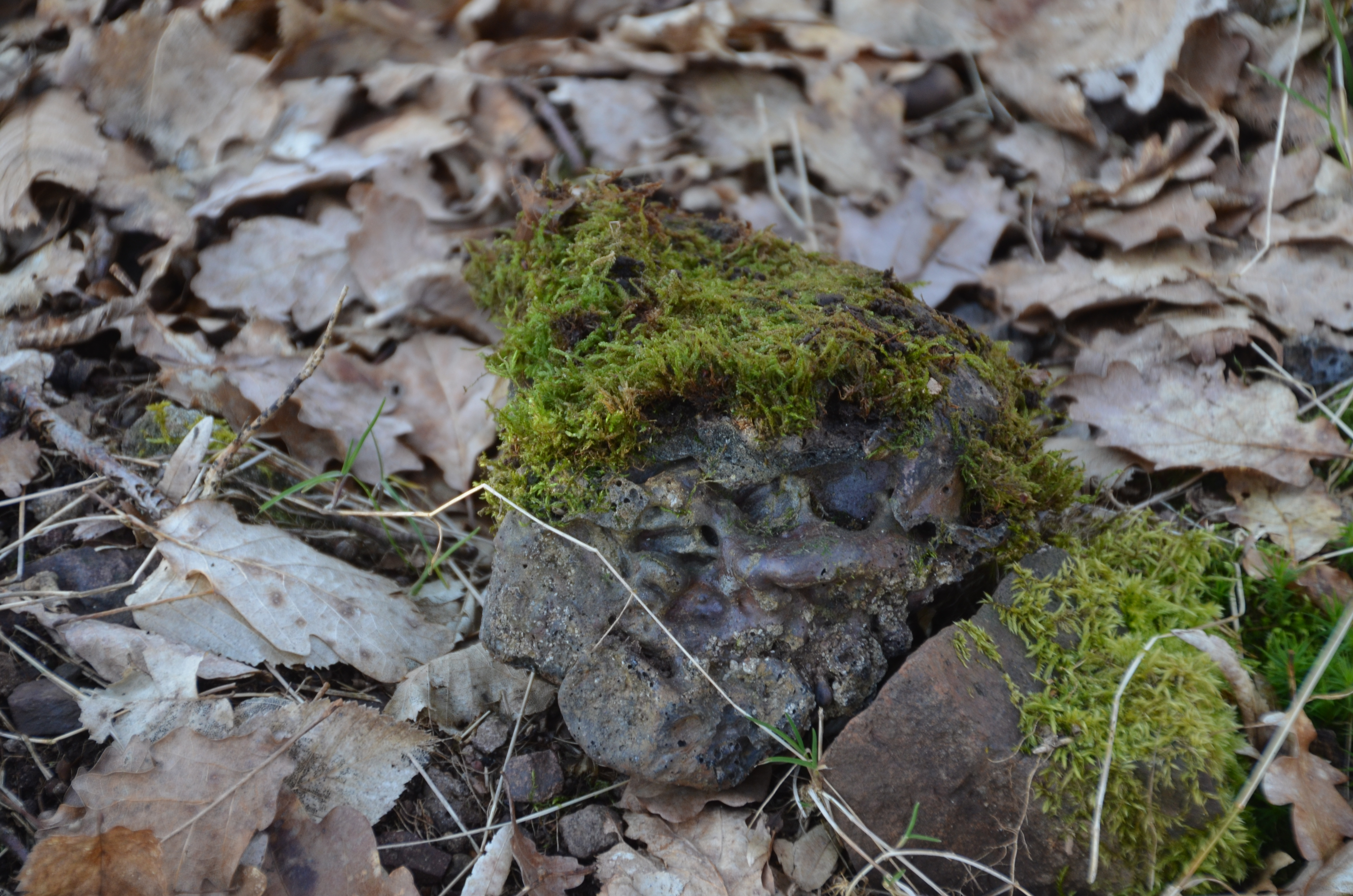
An diesem Stein kann man gut erkennen, warum der Ringwall auch Schlackewall, oder Glasburg genannt wird.

- Sirona-Weg: Die 107 km lange Erlebnisroute Sirona-Weg führt zur keltischen Burg auf dem Bremerberg.
- Nahe-Radweg: Der 120 km lange Nahe-Radweg, von Selbach nach Bingen.
- Radroute Nahe-Hunsrück-Mosel: Die 200 km lange Radroute Nahe-Hunsrück-Mosel, von Bingen nach Trier.

## Wirtschaft und Infrastruktur

### Verkehr
Im Ort gibt es einen Haltepunkt der Nahetalbahn.

### Öffentliche Einrichtungen
- Kindertagesstätte Kirn-Sulzbach
- Evangelische Kirchengemeinde Kirn-Sulzbach
- Katholische Pfarrkirche St. Josef Calasanza

## Persönlichkeiten, die vor Ort wirken oder wirkten
- Johann Thomas Petri war Hofbaumeister und nach seinen Entwürfen wurde zwischen 1770 und 1772 das Langhaus von „St. Josef Calasanza“ errichtet.
- Karlheinz Brust (* 1930), Maler, Graphiker, Skulpteur
- Miriam Dietz (* 8. Dezember 1980), Fußballschiedsrichterin